# Массини, Эджицио
Эджицио Массини (иногда Эгицио Массини, итал. Egizio Massini, реже Egizzio Massini; 26 июля 1894, Александрия, Египет — 18 февраля 1966, Бухарест, Румыния) — румынский дирижёр итальянского происхождения. Народный артист Румынской Социалистической Республики (1964).

## Биография
Родился в семье итальянских оперных певцов Паолины Альберти и Энрико Массини во время гастролей оперной труппы под руководством отца в Египте. Учился в Музыкальном лицее Пезаро. Дебютировал в качестве дирижёра в 13-летнем возрасте в городе Лом (Болгария), в следующем году поселился в Румынии.
В 1913—1915 годах был дирижёром Студенческой оперной труппы в Бухаресте, с 1915 года — Румынской комической оперно-опереточной труппы Станеску-Черна, с 1916 года — Большой румынской оперной труппы (Бухарест), с 1919 года — Румынской лирической оперной труппы под патронажем её Величества королевы Марии. В 1920 году он был приглашён на должность главного дирижёра Бухарестской филармонии, в следующем году одновременно возглавил оркестр и труппу новосозданной Румынской королевской оперы, до 1923 года вместе с труппой находился на гастролях в Центральной Европе. Одновременно, будучи в звании полковника румынской армии, состоял в должности главного инспектора военных духовых оркестров Румынии. В 1934 году организовал военный духовой оркестр из 80 музыкантов при Королевском дворце в Бухаресте и на его основе первую в стране военную музыкальную школу.
В 1940 году с установлением в стране фашистской диктатуры, женатый на еврейке (оперной сопрано и впоследствии заслуженной артистке Румынии Доре Массини, 17 октября 1907, Каменец-Подольский — 21 августа 1996, Бухарест) Массини был отстранён от работы. После войны вновь возглавил Румынскую национальную оперу и руководил ею до 1964 года (в качестве художественного руководителя и главного дирижёра).
Наибольшую известность принесли Массини постановки итальянского и русского оперного репертуара. Дирижировал премьерными исполнениями многих опер и балетов румынских композиторов, в том числе «Александру Лэпушняну» Александру Зирры (1941), «Господарь Ион Лютый» (1956) и «Восстание» (1959) Георге Думитреску, «Кэлин» Альфреда Мендельсона (1956) и др.
В межвоенный период руководил в Бухаресте собственной музыкальной школой. После Второй мировой войны был профессором оперного дирижирования Бухарестской консерватории.
Первая жена Э. Массини — оперная певица Лидия Осиповна Бабич. Сын (от второго брака, с Дорой Массини) — израильский оперный дирижёр-постановщик Боб Массини (1931—2014, работал в Бакинском и Молдавском театрах оперы и балета, а также в других оперных театрах СССР); его первая жена — выпускница Ленинградского академического хореографического училища имени Вагановой, балерина Галина Массини.

## Записи
- Verdi: Il Trovatore. Massini, Romanian Opera (2 компакт-диска). Записи 1960—1961 годов. Vox Box, # 5163, 2008 (впервые изданы на Electrocord, Румыния, ECE 0134) .
- George Forescu: Recital. Orchestra Operei Române (долгоиграющая грампластинка). Electrocord (Румыния), ECE 0216.